# Форум социалистов стран СНГ
Фо́рум социали́стов стран СНГ — организация, объединяющая социал-демократические и социалистические партии в странах Содружества Независимых Государств.

## Члены
- Азербайджан: Народно-социалистическая партия Азербайджана (азерб. Azerbaycan Xalq Sosialist Partiyası)
- Азербайджан: Социал-демократическая партия Азербайджана (азерб. Azerbaycan Sosial-Demokrat Partiyası)
- Армения: Армянская революционная федерация «Дашнакцутюн» (арм. Հայ Յեղափոխական Դաշնակցութիւն)
- Беларусь: Республиканская партия труда и справедливости (бел. Рэспубліканская партыя працы і справядлівасці)
- Молдова: Демократическая партия Молдовы (рум. Partidul Democrat din Moldova)
- Молдова: Социал-демократическая партия Молдовы (рум. Partidul Social-Democrat din Moldova)
- Кыргызстан: Социалистическая партия «Ата-Мекен» (кирг. «Ата-Мекен» Социалисттик партиясы)
- Кыргызстан: Социал-демократическая партия Кыргызстана (кирг. Кыргызстан социал-демократиялык партиясы)
- Россия: Справедливая Россия